# El círculo (película de 2014)
El círculo (en alemán, Der Kreis) es una película de docudrama de 2014 dirigida por el director suizo Stefan Haupt. Lo celebró el día 10. Estrenada en el Festival Internacional de Cine de Berlín en febrero de 2014.

## Sinopsis
Zúrich, finales de la década de 1950: el joven y tímido profesor Ernst Ostertag se convierte en miembro de la organización gay suiza “Der Kreis”. Allí conoce a la estrella travesti Röbi Rapp y se enamora perdidamente de él.
Röbi y Ernst experimentan el apogeo y la destrucción de la organización, considerada pionera de la emancipación gay en toda Europa. Ernst tiene que decidir entre su existencia de clase media como profesor en una escuela de niñas y su compromiso con la homosexualidad. Para Röbi se trata de la primera relación amorosa seria, la relación amorosa que durará toda la vida.

## Antecedentes
La película está ambientada a fines de la década de 1950 y principios de la de 1960 y describe el declive de la organización gay de Zúrich y la revista Der Kreis del mismo nombre. La organización hizo campaña por los derechos de los homosexuales desde 1943 hasta 1967.
La puesta en escena se complementa con entrevistas realizadas en 2013 a los testigos contemporáneos Ernst Ostertag (* 1930) y Röbi Rapp (1930-2018). Los dos mantuvieron una relación desde 1956 hasta la muerte de Rapp y en 2003 fueron las primeras personas en registrar una unión civil en el cantón de Zúrich.

## Reconocimientos
- Premio Teddy en la 64.ª edición del Festival Internacional de Berlín[1]
- Premio Panorama del Público en la 64.ª edición del Festival Internacional de Berlín[2]
- Mejor Largometraje en el Torino Gay & Lesbian Film Festival[3]
- Premio del Público en el Festival de Cine LGBT de Boston[4]
- Premio del Público del 30. Schwulen Filmwoche Freiburg
- Premio Costa Azul, Premio El Hombre y Su Entorno en el Festival Internacional de Cine Festroia Setúbal
- Ganador en la categoría Mejor Largometraje, Mejor Guion y Mejor Actor de los Swiss Film Awards 2015[5]

## Distribución
La película, producida por Contrast Film Zurich, fue distribuida mundialmente por Wide House y se ha vendido en más de doce países en los primeros cuatro meses. En Suiza, la película fue estrenada por Ascot-Elite Entertainment Group, en Alemania por Edition Salzgeber . En Norteamérica, Wolfe Video ha adquirido los derechos de distribución.
Un día después de que se proyectara la película en la sección "Sunny Bunny" del festival de cine Molodist de Kiev, un desconocido incendió el cine Zhovten durante la proyección de la película de temática LGBT "Les Nuits d'Été". Nadie resultó herido. Allí, la policía sospecha un trasfondo homofóbico, mientras que el productor de esta película, Iván Madeo, asume intereses económicos: el cine debe dar paso a un centro comercial.